# Nikolaiforst
Nikolaiforst (auch: Nikolaiwald; dänisch: Nikolajskov) ist ein bewirtschafteter Wald der Stadt Flensburg, im südwestlichen Stadtgebiet.

## Hintergrund
Der Forst wurde offensichtlich irgendwann nach dem Zweiten Weltkrieg angepflanzt. Er erhielt den Namen der Flensburger Nikolaikirche, da er im ehemaligen Nikolaifeld des Flensburger Stadtfeldes lag. Nördlich des Waldes verläuft die Nikolaiallee, welche vom Kirchspiel St. Nikolai zu den besagten, ehemaligen Ländereien der Nikolaikirche führt. Am südlichen Rand des Waldes fließt zudem die Nikolaibek in Richtung Osten entlang. Direkt südlich des Baches liegt das Gleisdreieck des Stadtteils Weiche. Ein weiterer Fluss, die Marienau, fließt 400 Meter weiter nördlich ebenfalls in Richtung Osten. Das umliegende Tal des Flusses, das an den Forst grenzt, trägt den Namen Marienautal und gehört zu den Landschaftsschutzgebieten Flensburgs. Der Nikolaiforst mit angrenzenden Waldrandzonen gehören zu den Naturvorrangebieten Flensburgs. Eine Ausweisung des Nikolaiforstes als Landschaftsschutzgebiet erfolgte im Jahr 1995, wurde aber offenbar nicht weiter verfolgt. Der Nikolaiforst wird heute durch die Forstverwaltung des Technischen Betriebszentrums der Stadt Flensburg bewirtschaftet. Hinsichtlich des Nadelbaumbestandes des Nikolaiforstes war 1995 angedacht worden ihn durch standortgerechten Laubbaumbestand zu ersetzen. Im Wald sind Rehe, Hasen und Füchse zu beobachten.